# 寓言
寓言或寓言故事通常是一篇含有道德教育或者警世智慧的短篇故事，為文學體裁的一種，通常以簡潔有趣的故事呈現，常隱含作者對人生的觀察和體驗，並無字數限制，是一種古老的文學體裁，早在西元前六世紀，希臘、印度和中國就有許多寓言故事出現，如伊索寓言、佛教的《百喻經》都是耳熟能詳的文學著作，前者更是世界最早的寓言。耶穌亦常以比喻和寓言向普羅大眾傳道，主要被記載在福音書中流傳後世。

## 詞源及定義
中文的「寓言」一詞最早見於《莊子．寓言篇》「寓言十九， 重言十七， 卮言日出， 和以天倪。」。
寓言的英文fable來自拉丁文fabula，意思是小故事，其字源進一步說明這些故事源自口述歷史。在西方的定義中常認為只有動物故事才算是寓言，若使用此定義，則中國的寓言作品不多。。『寓言』（FABLE）主角一般是動物，如《伊索寓言》(Aesop's Fable)。『寓言故事』（ALLEGORY）則是以人物為主角的寓言。如印度的『百喻經』。另有一種佈道故事（parable story）則出現於新約聖經中。耶穌講的浪子回头的比喻（PRODIGAL SON）就是一個典型的佈道故事。

## 寓言作用
往往「意旨遙深」 ，值得讓人細細咀嚼箇中道理，這也是寓言吸引人的原因之一。由於寓言是象徵式的語言藝術，一可寄寓抽象事理，二可明哲保身，因此寓言在戰國時代蓬勃發展，戰國時代諸子以著書立說、拜訪遊說，以干諸侯，雖然可以高談闊論，但卻需要非常謹慎，因為遊說的對象都是王侯、公卿，如果出語不慎，很可能為自己招來殺身之禍，要保全自身，又要排難笑解紛，使君主有所省悟，設寓說理或勸諫便是最好的方式，無論儒家、道家、墨家、法家、縱橫家都廣泛採用，甚至學者說，「一部戰國寓言史，便相當於大半部的戰國思想史」。

## 寓言的歷史

### 伊索寓言
伊索寓言中包括了許多最為大家知道的西方寓言，相傳為古希臘的伊索所著。故事的主角多是動物之間的互動，如鷹和夜鶯或龜和兔或螞蟻和蚱蜢，也有人類與季節，巴勒隆的哲学家台美忒利阿斯（Demetrios Phalereus）编寫了世界上第一部《伊索寓言》，台美忒利阿斯是亞里斯多德的再传弟子，原书收有故事约二百则，此书早已失传。
伊索寓言的特色是擬人論，用故事的主角多是動物之間的互動，其中的一系列故事，大都篇輻短小，卻能闡述大道理，深具哲理。

### 中國的寓言
中國寓言文學，是古代中國文學中的一支奇葩，至今已經有3,000多年的發展歷史，中國的戰國時代是寓言創作的黃金時代，百家爭鳴，連帶地也創造出大量的哲學性寓言，在《孟子》、《列子》、《莊子》、《韓非子》、《呂氏春秋》、《戰國策》中都可看到不少寓言故事，《莊子》書中寓言約200則，更堪稱為戰國寓言的代表作。
部分中国成语故事都属于寓言故事。例如：愚公移山、杞人忧天、瓜田李下。

### 印度的寓言
印度有豐富神話小說的傳統，其文化就是從其傳統中衍生，印度的許多神也是有某種理想性質的動物。古印度在西元前1千年時已有上百個寓言，一般是在框架故事中的故事，其中包括Vishnu Sarma的韻文寓言集《五卷书》等。以及《百喻經》。其中一個故事就是『財神寶庫』。

## 寓言選集
- 佛教的本生
- 伊索寓言
- 古印度的五卷書
- 一千零一夜